# Перальтілья
Перальтілья (ісп. Peraltilla) — муніципалітет в Іспанії, у складі автономної спільноти Арагон, у провінції Уеска. Населення — 198 осіб (2009).
Муніципалітет розташований на відстані близько 360 км на північний схід від Мадрида, 33 км на схід від Уески.

## Демографія
Динаміка населення (INE ):

## Галерея зображень

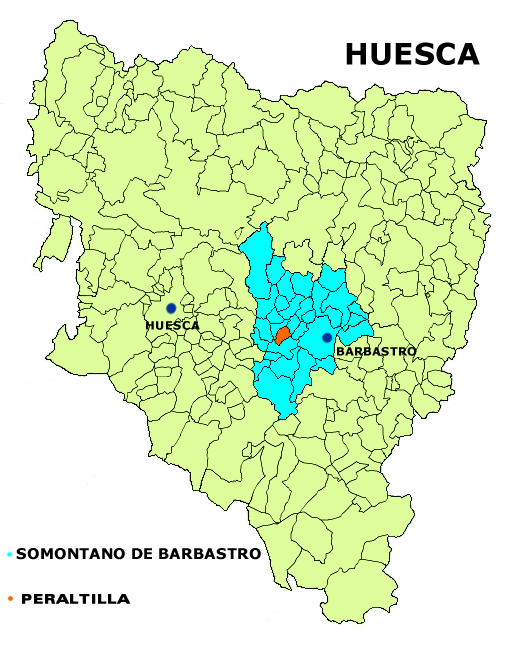
Розташування муніципалітету